# B2 First
B2 First, previamente conhecida por Cambridge English: First e ainda First Certificate in English (FCE), propicia uma avaliação abrangente e rigorosa de nível B2 do Quadro Europeu Comum de Referência para Línguas (CEFR) nas quatro habilidades linguísticas: leitura, escrita, compreensão auditiva e produção oral. Particularmente dirigido a quem quer trabalhar e estudar em um ambiente onde o inglês é o meio de comunicação primordial ou em países em que a língua franca seja o inglês.  
É oficialmente reconhecido por universidades, empregadores e governos mundialmente.